# Symbolanthus camanensis
Symbolanthus camanensis là một loài thực vật có hoa trong họ Long đởm. Loài này được Maguire & B.M.Boom miêu tả khoa học đầu tiên năm 1989.